# Эмхофф, Элла
Элла Роуз Эмхофф (англ. Ella Rose Emhoff; родилась 29 мая 1999 года) — американская художница и модельер. Дочь Второго джентльмена Соединённых Штатов Дагласа Эмхоффа; падчерица 49-го вице-президента США Камалы Харрис.

## Биография
Эмхофф была названа в честь джазовой певицы Эллы Фицджеральд. Несмотря на то, что её отец еврей, представитель Эмхоффа сказал, что Элла не идентифицирует себя как еврейка, поскольку иудаизм — это «не совсем то, с чем она выросла». Её родители развелись в 2008 году, когда ей было 9 лет. В августе 2014 года, когда ей было 15 лет, её отец женился на Камале Харрис, адвокате, занимавшей тогда пост генерального прокурора Калифорнии. Элла и её брат придумали шуточное имя «Мамала» для своей мачехи.
В 2017 году окончила школу, где была членом плавательной и баскетбольной команд. Училась в частной школе искусств и дизайна, откуда выпустилась в 2021 году.

## Личная жизнь
Живёт в Бушуике, Нью-Йорк. Её семья имеет недвижимость в Брентвуде (Лос-Анджелес), Сан-Франциско и Вашингтоне.
Выступает за права ЛГБТ.

### Мода
Привлекла внимание международных СМИ, благодаря своим нарядам, в том числе платью, разработанное совместно с Батшевой Хэй, и инкрустированному драгоценными камнями пальто Miu Miu.
В 2021 году Элла основала Soft Hands, компанию, специализирующуюся на изучении «возможностей в области моды, дизайна, креативного консалтинга и проведения мероприятий». Мать научила ее вязать в возрасте шести лет. В 2023 году она дебютировала с презентацией «Ella Emhoff Likes to Knit» на Неделе моды в Нью-Йорке. В 2024 году она выставила вязаные картины в галерее Gotham в Нью-Йорке.